# Pistruienii Noi, Telenești
Pistruienii Noi este un sat din cadrul comunei Pistruieni din raionul Telenești, Republica Moldova.